# 上尉的女儿
《上尉的女儿》（俄语：Капитанская дочка）是俄罗斯文学家普希金的一部历史小说。它于1836年首次被刊载于俄罗斯的文学杂志《当代人》（Современник）的第四期。这部小说是对1773年到1774年间的普加乔夫起义的一部传奇化的记述。

## 情节
彼得·格里涅夫（Петр Гринев）是一名退役军官的仅有的一个幸存的孩子。彼得满17岁时，他的父亲将他送往奥伦堡当兵。在路上，彼得在暴风雪中迷了路，但却被一个神秘的人解救。为表感谢，彼得将他的野兔皮上衣给了对方。
到达奥伦堡后，彼得向他的指挥官报了到并被派去在伊凡·米罗诺夫（Иван Миронов）上尉的别洛戈尔斯科伊（Белогорской）要塞中服役。这座要塞比一座围了栅栏的村子好不到哪儿，并且上尉的妻子瓦西里莎（Василиса）才是真正的负责人。彼得与他的同僚军官什瓦布林（Швабрин）交了朋友。什瓦布林是因为在一场决斗中导致了对手死亡才被流放至此的。彼得受邀在米罗诺夫家就餐时，遇见了这一家的女儿玛莎（Маша）并爱上了她。这导致了彼得与曾被玛莎拒绝过的什瓦布林的决裂。什瓦布林羞辱玛莎的名誉，于是彼得与他进行了决斗并且彼得受了伤。彼得请求父亲同意他娶玛莎，但是被拒绝了。
不久后，要塞被自称为彼得三世沙皇的叶梅利扬·普加乔夫包围。驻扎在要塞的哥萨克士兵投靠了普加乔夫的军队，普加乔夫轻松地夺取了要塞。他要求米罗诺夫上尉宣誓效忠于他，但是对方拒绝了他，于是他吊死了米罗诺夫上尉并杀死了他妻子。而轮到彼得时，什瓦布林突然看起来似乎已经投靠敌人了。根据什瓦布林的建议，彼得被命令吊死。不过，普加乔夫突然被发现就是那个在暴风雪中解救了彼得的向导，于是彼得的性命被饶恕。
次日晚上，彼得与普加乔夫私下交谈。彼得表示他无法为对方效劳，他的诚意给普加乔夫留下了深刻印象。普加乔夫决定让彼得去奥伦堡。彼得必须传信给州长，告诉他普加乔夫将会朝他的城市开来。要塞被留给了什瓦布林指挥，于是他趁机强迫玛莎嫁给他。彼得匆忙离开，去阻止这场婚姻，但是他被普加乔夫的部队抓住了。在向普加乔夫解释了情况之后，他们一起向要塞驰去。
在玛莎被释放之后，她和彼得动身去彼得父亲的庄园，但是他们被军队拦住了。彼得决定与军队待在一起，并将玛莎送到他父亲那里。与普加乔夫的战争继续着，而彼得重新加入了军队。但是当普加乔夫被击败之后，彼得也因为与普加乔夫有友好关系的罪名而被拘捕。在被审问期间，什瓦布林声明彼得是个叛徒。彼得不愿将玛莎也拖入法庭，于是他无法否认这一罪名并接受了死刑。尽管叶卡捷琳娜大帝饶恕了彼得的性命，但是他仍然是一名囚徒。
玛莎知道彼得为什么不能为他自己辩护并决定去圣彼得堡，向女皇呈上请愿书。在沙皇村（Царское Село），她遇到了一位女士并详述了她想代表彼得见女皇的计划。那位女士起初拒绝了，说彼得是个叛徒，但是玛莎解释了所有的事项。很快，玛莎收到了见女皇的邀请，并震惊地认出女皇就是之前与她交谈的那位女士。女皇已经确信了彼得的清白并命令了将他释放。彼得出席了普加乔夫的砍头过程，并娶了玛莎。

## 中译本
戢翼翚的译本是这部小说最早的中译本。戢翼翚根据这部小说的日文版而翻译出了中文版。这一版本全名叫作《俄国情史：斯密士玛利传（一名花心蝶梦录）》，首次出版于1903年。
较早的译本还有1921年的《甲必丹之女》，译者为安寿颐。在《俄国情史》被发现之前，这个译本曾被认为是最早的中译本。
在1944年，还有一部《甲必丹女儿》，译者为孙用（原名卜成中）。这个译本是根据世界语版翻译的，这个译本在1947年的上海文化生活出版社（今上海文艺出版社）版中被改名为了《上尉的女儿》，此后的版本几乎都沿用此名。
到了20世纪80年代，《上尉的女儿》的中译本越来越多。截止到2000年，这本书的中译本至少已有二十余部。